# Sergio Poblete
Sergio Poblete Garcés (Santiago de Chile, 18 de noviembre de 1918-Lieja, Bélgica; 25 de noviembre de 2011) fue un militar chileno, general de la Fuerza Aérea de aquel país. Tras el golpe de Estado del 11 de septiembre de 1973 fue detenido y torturado. Posteriormente fue al exilio a Bélgica, donde denunció los abusos cometidos por la Dictadura militar.

## Biografía
Nació en Santiago en 1918. Su padre fue Moisés Poblete Troncoso, docente de la Universidad de Chile y redactor del proyecto del Código del Trabajo de Chile de 1931. Sergio Poblete se trasladó a Ginebra (Suiza), donde completó sus estudios primarios y secundarios. En 1939 regresó a su país natal, estudiando en la Facultad de Derecho de la Universidad de Chile. Tres años más tarde ingresó a la Escuela de Aviación del Capitán Manuel Ávalos Prado. Posteriormente se desempeñó como director de estudios de oficiales de la Fuerza Aérea y responsable de la misión aérea de Chile en Washington D. C., entre otros cargos. En 1969 fue nombrado general de la República. Fue además presidente del Consejo de Fabricaciones e Investigaciones Científicas y Tecnológicas de las Fuerzas Armadas.
Durante el gobierno de la Unidad Popular fue nombrado gerente general de la industria pesada de la Corporación de Fomento de la Producción. Tras el golpe de Estado del 11 de septiembre de 1973, fue detenido y trasladado a la Academia de Guerra Aérea, donde fue torturado por sus propios subalternos. Posteriormente fue llevado a la Cárcel Pública de Santiago, ocupando una celda conjunta a la del general Alberto Bachelet. Entre los demás detenidos estaba el general Ernesto Galaz. Poblete fue acusado junto a los otros uniformados de "sedición y traición" a la patria, en un juicio caratulado "Aviación contra Bachelet y otros". Mientras estaba detenido fue testigo de la muerte del general Bachelet producto de la tortura recibida. En 1974 fue condenado a 10 años de prisión por un consejo de guerra, pero el rey Balduino I de Bélgica intercedió ante Pinochet para lograr la libertad de Poblete.
En 1975 fue enviado al exilio, radicándose en la ciudad belga de Lieja. Allí recurrió a diversos organismos, como la Comisión de Derechos Humanos de las Naciones Unidas, para denunciar los abusos cometidos por la dictadura militar. Producto de esto, el régimen de Augusto Pinochet lo privó de su nacionalidad chilena en 1977.
Poblete regresó temporalmente a Chile para el plebiscito de 1988. Aunque no pudo votar, participó activamente en la campaña del «No». Diez años después declaró ante el juez español Manuel García Castellón, quien investigaba los crímenes cometidos en Chile durante la dictadura militar. En aquella ocasión, Poblete identificó a Augusto Pinochet como el primer responsable de las muertes y desapariciones ocurridas durante la dictadura. Responsabilizó además a Gustavo Leigh, señalando que fue él quien ordenó su tortura. Visitó Chile nuevamente en 2006 para la ceremonia de cambio de mando de Michelle Bachelet.
Falleció el 25 de noviembre de 2011 en la ciudad de Lieja, Bélgica, a los 93 años de edad. Tras ser diagnosticado con un cáncer generalizado, Poblete decidió someterse a la eutanasia, solicitud que fue aprobada por un grupo de médicos y un psicólogo.